# 立山連峰
立山連峰（たてやまれんぽう）は、飛騨山脈（北アルプス）の北部、中部山岳国立公園の雄大な群峰・連峰群である。飛騨山脈北部が造山過程で裂けて黒部川が流れ、西岸に連なる山域の群峰。東岸の後立山連峰と双対する。北は、富山県の僧ヶ岳から、南は、富山県と岐阜県との県境の北ノ俣岳、黒部五郎岳を経て、三俣蓮華岳南方双六岳辺りで、槍ヶ岳・穂高連峰の主稜線と合流する。

## 概要
古来より立山七十二峰八千八谷と謳われる群峰であり、立山信仰の対象である。越中駒ケ岳系、剱岳（不動明王）系、大日岳系、立山三山（たてやまさんざん）系、薬師岳系、三俣蓮華岳系ほか等々からなる無数の連山連峰が折り重なっている群峰。仏教観の須弥山。古くは多知夜麻とも太刀の峯とも称された。国文学表現の植（う）うる剣である。富山平野から望むことのできる北アルプスは大部分が立山連峰である。
立山信仰との結びつき、後立山連峰を光背として立山連峰全体で、神殿、及び、曼荼羅、須弥山の構造をとっている。浄土山・雄山・別山の3座を併せて立山三山（たてやまさんざん）と称して三世諸仏に例えられ、さらに雄山に続く峰を立山本峰（たてやまほんみね）と称し、主峰の雄山、大汝山、富士ノ折立からなる。霊山信仰により、立山登拝が行われている。最高峰地群の雄山に登り大汝山や剣岳等などを参拝することで、己が悟りを表す須弥山の天界思想や浄土世界がある。
なお、剱岳に関しては、近年まで登山してはならない山とされていた。立山曼荼羅にも針の山、地獄の山と表現され、別山の遥拝所から仰ぎ見るだけとされてきた。1907年（明治40年）に、国の測量事業で柴崎芳太郎隊が登頂を果たす。その登頂過程は新田次郎の小説 劒岳点の記に描かれ、映画化もされた。
立山火山という火山体があり、地獄谷の火山ガス噴出口や立山カルデラ、弥陀ヶ原・大日平・五色ヶ原といった溶岩台地、室堂のミクリガ池などに見られる爆裂火口（マール）など多様な火山地形が見られる。立山本峰付近および剱岳には小規模な氷河が現存するほか、立山山崎圏谷、薬師岳圏谷群など、過去の氷期に存在したより大規模な氷河によって形成された地形も多くみられる。
なお、しばしば地図表記等に雄山や大汝山が立山とのみ記載されるが、立山には立山と称する単独峰も二峰三峰は存在しない。
また、反対的に、剱岳系、及び、立山三山系の付近の連山連峰のみが、立山連峰であると誤解誤用されることがしばしばある。

## 自然
立山連峰は溶岩台地に由来する湿原や、永久凍土・周氷河地形などの多様な生態系を持つことから高山植物の宝庫となっている。高山限界は2400m程度だが、季節風の影響でさらに低い標高でも草原が広く見られる。特に薬師岳以南においては山体がなだらかであることから広い山頂草原が発達している。
その風土から室堂平では本州で最も早い紅葉を見ることができる。9月下旬からチングルマなどの紅葉を見られる。

## 立山連峰の主な山
| 画像       | 名称       | 標高 (m) | 三角点等級 | 立山本峰からの 距離 (km) | 備考                                                                             |
| ---------- | ---------- | -------- | ---------- | ------------------------ | -------------------------------------------------------------------------------- |
|            | 僧ヶ岳     | 1,855    | 二等       | 21.2                     |                                                                                  |
|            | 毛勝山     | 2,414    | 二等       | 14.1                     | 日本二百名山                                                                     |
|            | 釜谷山     | 2,415    |            | 13                       | 毛勝三山の最高峰                                                                 |
|            | 猫又山     | 2,378    | 三等       | 12                       |                                                                                  |
|            | 剱岳       | 2,999    |            | 5.3                      | 日本百名山 氷河が現存 2,997 m（三等三角点）                                      |
|            | 大日岳     | 2,501    |            | 6.8                      | 2,498 m（二等三角点）                                                            |
|            | 奥大日岳   | 2,611    |            | 4.3                      | 日本二百名山 2,606 m（三等三角点）                                               |
|            | 別山       | 2,880    |            | 2.4                      |                                                                                  |
|            | 立山本峰   | 3,015    |            | 0                        | 日本百名山 氷河が現存 主峰は雄山、最高標高点は大汝山 2,992 m（一等三角点・雄山） |
|            | 浄土山     | 2,831    |            | 1.7                      |                                                                                  |
|            | 鳶山       | 2,616    |            | 5.5                      | 五色ヶ原                                                                         |
|            | 越中沢岳   | 2,591    | 二等       | 7.5                      |                                                                                  |
|            | 薬師岳     | 2,926    | 二等       | 13.7                     | 日本百名山                                                                       |
|            | 太郎山     | 2,373    | 三等       | 17.2                     |                                                                                  |
|            | 北ノ俣岳   | 2,662    |            | 19.7                     | 2,661 m（三等三角点）                                                            |
|            | 黒部五郎岳 | 2,840    | 三等       | 21.6                     | 日本百名山                                                                       |
| 支稜線の山 |            |          |            |                          |                                                                                  |
|            | 鍬崎山     | 2,090    | 二等       | 13.3                     | 日本三百名山                                                                     |
|            | 大品山     | 1,404    | 三等       | 14.8                     |                                                                                  |
|            | 東笠山     | 1,687    | 二等       | 17.0                     | 広い山頂草原                                                                     |

- 飛騨山脈（北アルプス）の主な山は、飛騨山脈を参照。

## 立山連峰の風景
白馬岳付近から望む立山連峰（山名は各項目へリンク）
水晶岳
赤牛岳
黒部五郎岳
立山
別山
剱岳
白山
猫又山
釜谷山
毛勝山
毛勝三山
画像ファイル（環境により文字がずれることもあります）

呉羽丘陵から望む立山連峰と富山市街。　中央が剣岳、右に立山三山、右端に弥陀ヶ原が見える。
画像ファイル（環境により文字がずれることもあります）

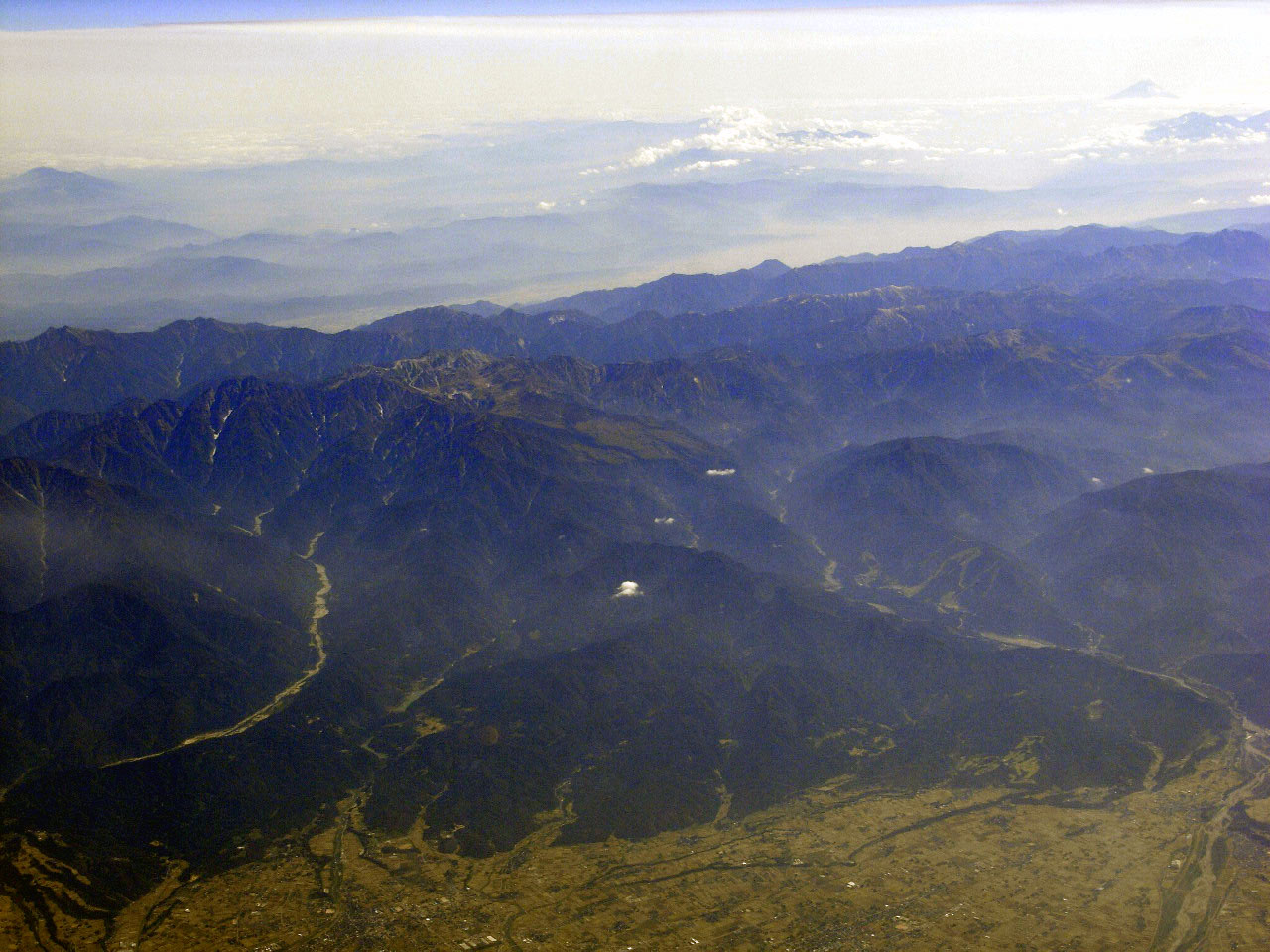
富山平野側から望む立山連峰
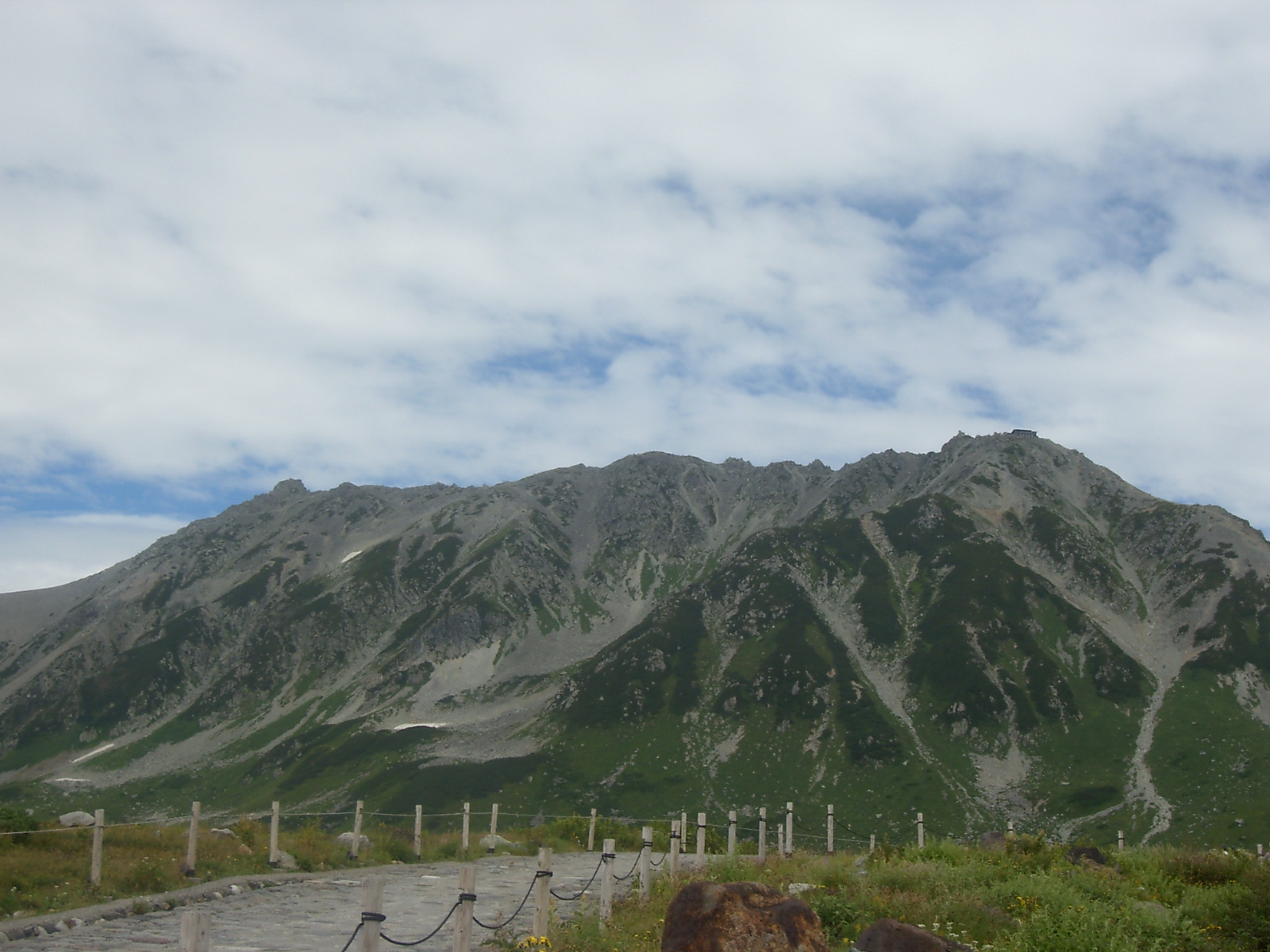
室堂から望む立山
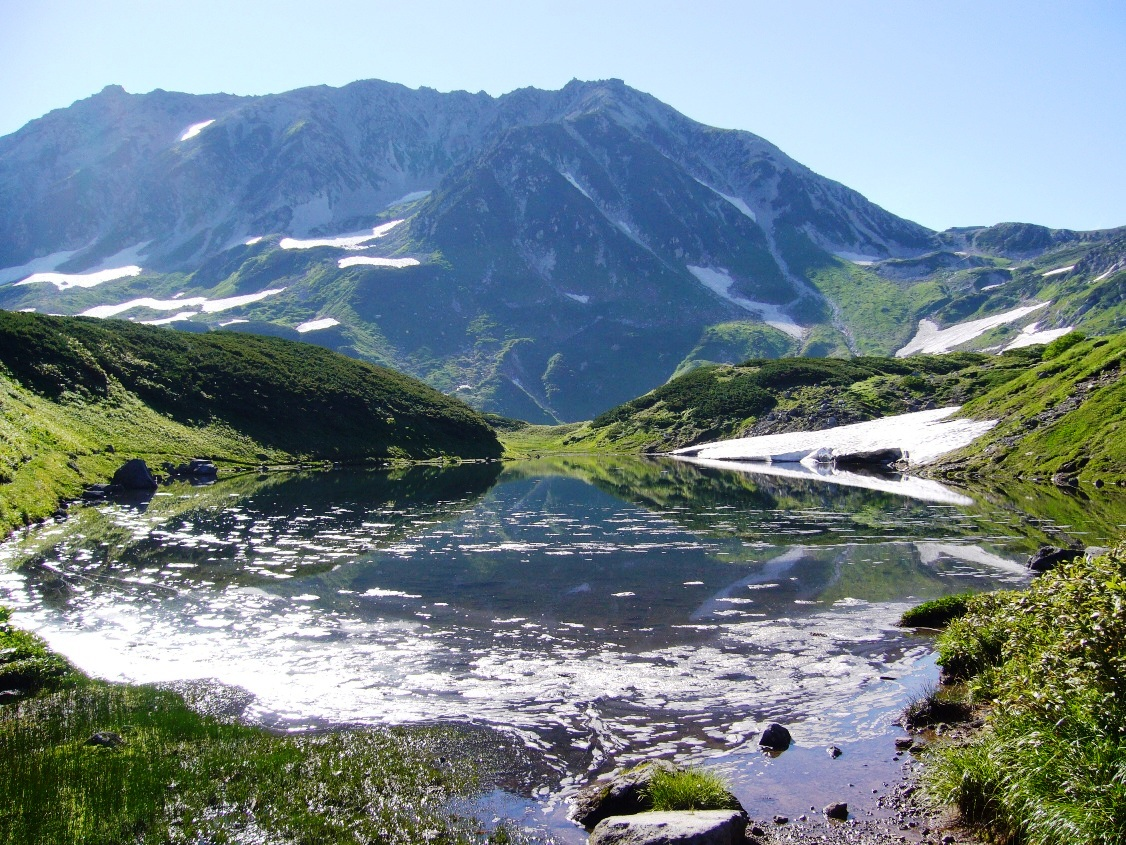
室堂にあるミドリガ池
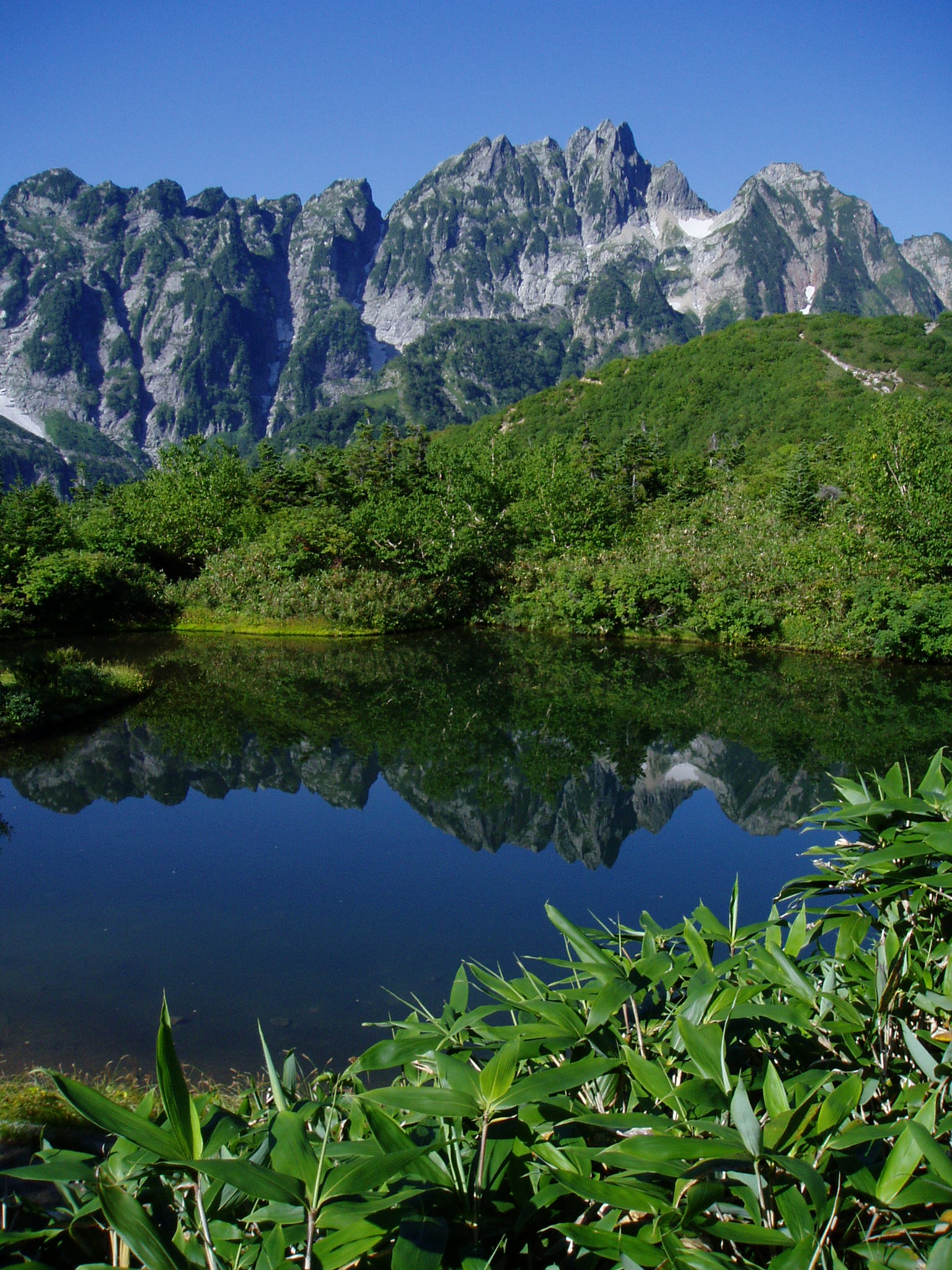
仙人池から望む劔岳八ツ峰の岩場
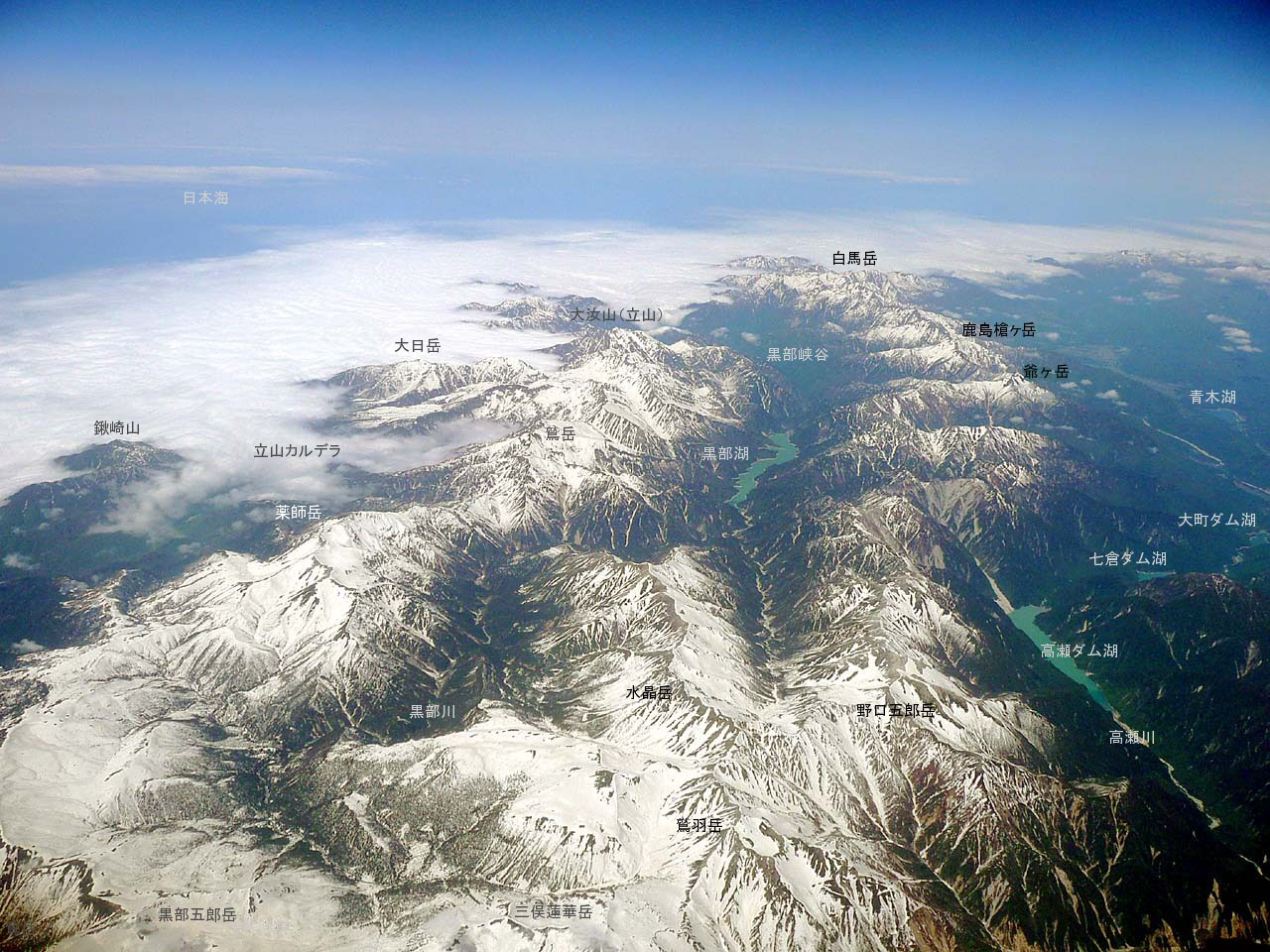
上空からの黒部川源流部、立山連峰、後立山連峰
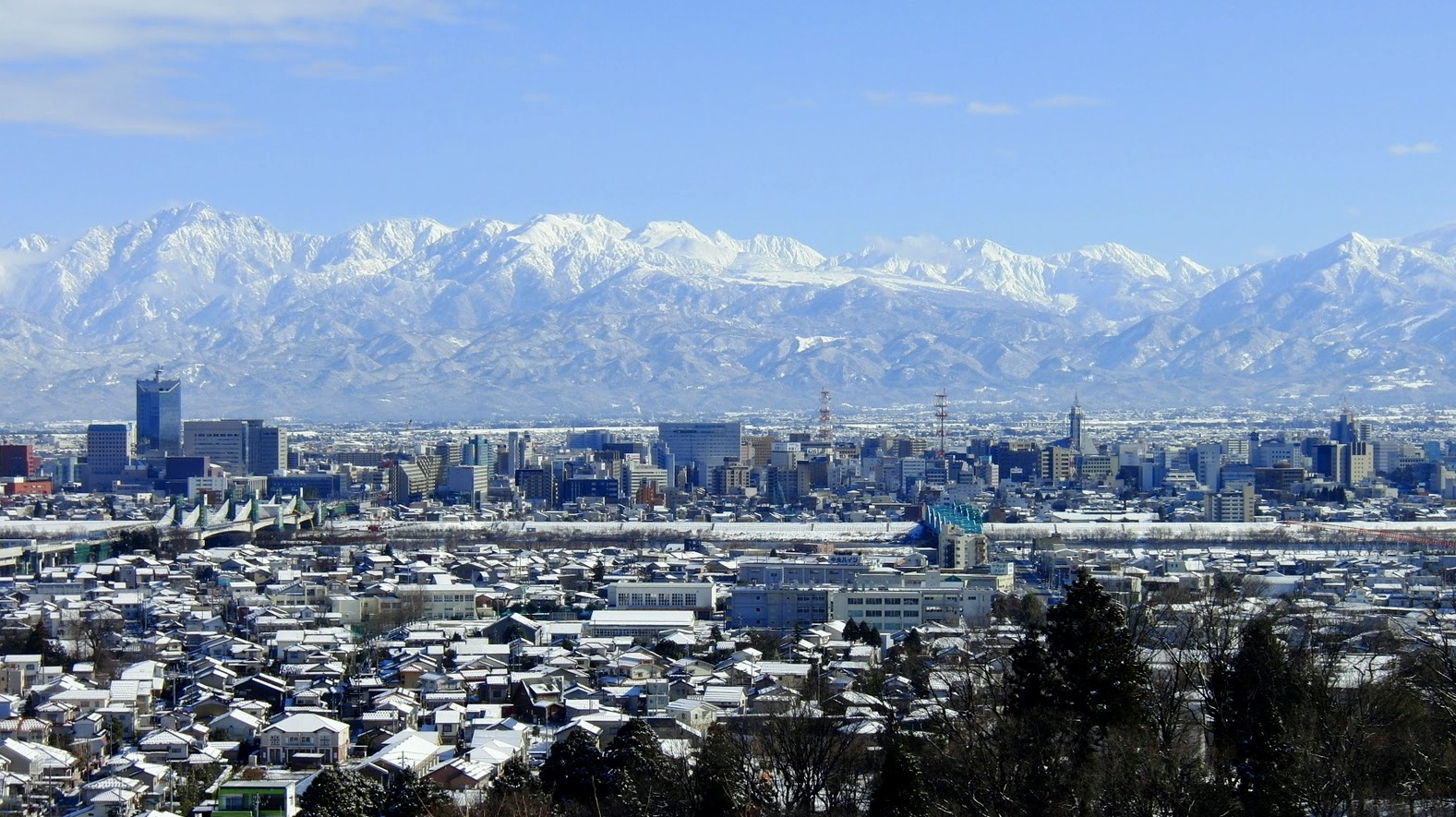
呉羽丘陵から望む冬の立山連峰

## デザイン

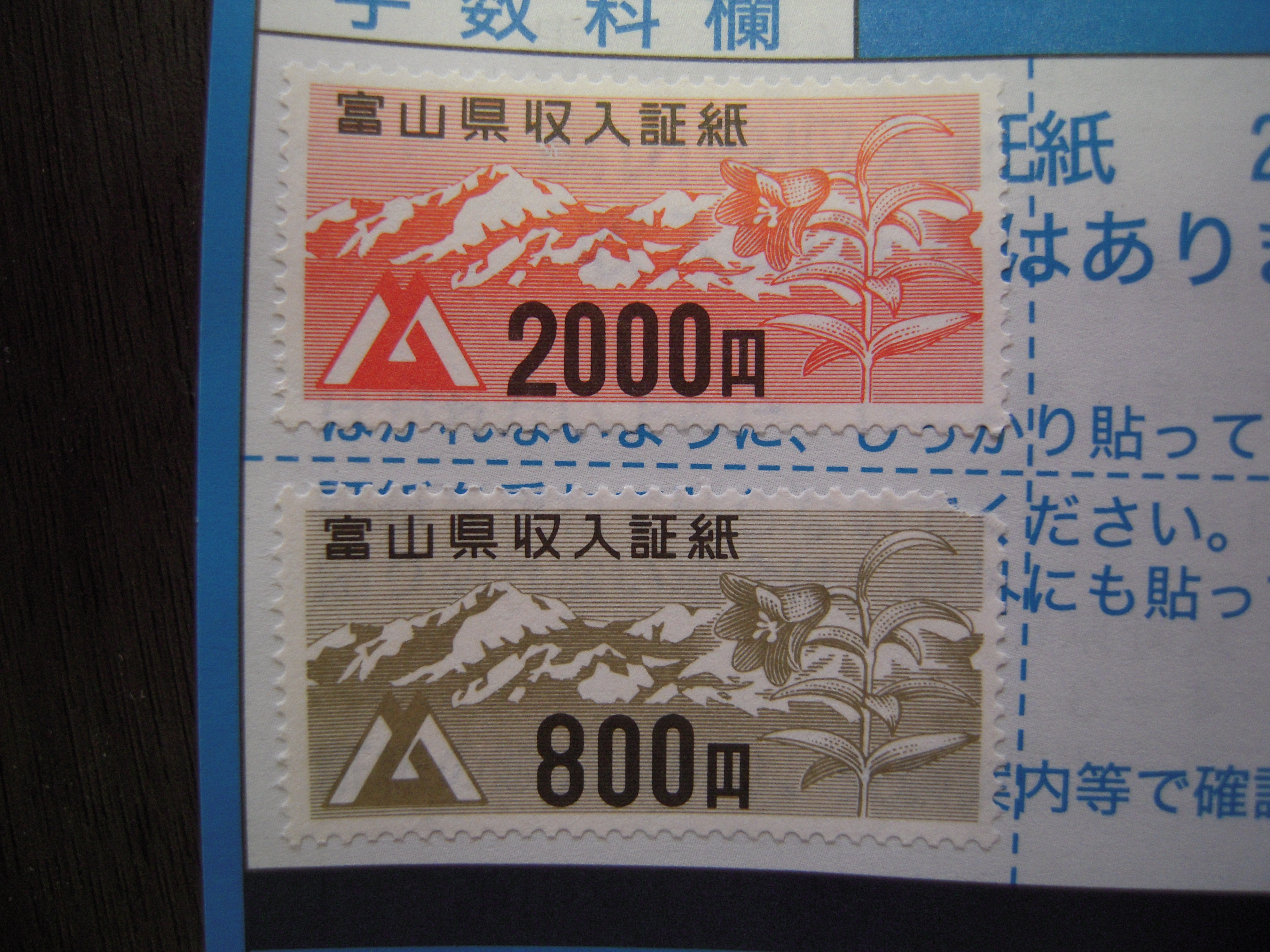
富山県収入証紙

富山県収入証紙や富山県のご当地ナンバープレートに立山連峰の図柄が描かれている。

## 関連図書
- 『ヤマケイ アルペンガイド8 剣・立山連峰』山と渓谷社、ISBN 978-4-635-01352-9
- 『改訂版 富山県の山』山と渓谷社、ISBN 978-4-635-02367-2
- 『剱・立山 2010年版（山と高原地図 36）』昭文社、ISBN 978-4-398-75716-6